# Buffalo Bill's Wild West Show
Buffalo Bill's Wild West Show, chiamato Buffalo Bill's Rodeo Games sulle confezioni, è un videogioco sportivo multievento ispirato al Wild West Show di Buffalo Bill, pubblicato nel 1989 per gli home computer Amiga, Amstrad CPC, Atari ST, BBC Micro, Commodore 64, Electron e ZX Spectrum dalla Tynesoft. In America fu pubblicato per Commodore 64 e MS-DOS dalla Box Office, un'etichetta della Keypunch Software. Nel 1992 uscì una riedizione per MS-DOS della Villa Crespo Software, con il titolo Rodeo Games, senza più alcun riferimento a Buffalo Bill (nelle altre versioni compare un suo ritratto nell'introduzione).

## Modalità di gioco
Il gioco consiste in sei distinti eventi d'azione. Si può scegliere a quali partecipare, in sequenza fissa (l'ordine varia a seconda della versione). Un'opzione permette di rigiocare l'evento appena concluso. Possono partecipare da 1 a 4 giocatori che competono per il massimo punteggio totale. Si gioca sempre uno alla volta, in modo indipendente. Il panorama di sfondo, quando visibile, è quello tipico del West desertico.
- Knife throwing: un indiano lanciatore di coltelli, visto fisso di spalle, deve colpire un bersaglio circolare che ruota, sopra il quale è legata una donna indiana a braccia e gambe allargate, che dev'essere evitata. Colpire più vicino alla donna dà più punti. Si utilizza un mirino e bisogna tener conto anche del tempo di viaggio del coltello mentre il bersaglio ruota.
- Trick Shooting: controllando un mirino, bisogna colpire con la pistola una serie di sagome di banditi che si sollevano improvvisamente da terra. Vanno evitate le sagome di persone innocenti o mostrate di spalle. Nella seconda parte (che su Commodore 64 è trattata come un evento separato, Bottle Shooting) bisogna invece colpire al volo delle bottiglie lanciate in alto da un cowboy.
- Calf Roping: si controlla un cowboy al galoppo, visto dall'alto con scorrimento orizzontale, che deve prendere al lazo un vitello in fuga dentro un'arena da rodeo. Si devono controllare i movimenti del cavallo, evitando anche alcuni ostacoli sparsi sull'arena, lanciare il lazo quando la distanza è giusta, e infine frenare il vitello prima che trascini a terra il cowboy.
- Bronco Riding: si deve domare un cavallo in un'arena con visuale fissa. Per restare in sella il più a lungo possibile bisogna dare comandi corrispondenti alle direzioni delle frecce che compaiono a video.
- Steer Wrestling: si controlla un cowboy al galoppo, con visuale inclinata e con scorrimento orizzontale, che deve catturare un manzo in fuga dentro un'arena da rodeo. Si devono controllare i movimenti del cavallo fino ad avvicinarsi abbastanza da far balzare di sella il cowboy per afferrare le corna del manzo. A quel punto una finestra mostra più da vicino il cowboy e il manzo e bisogna riuscire ad atterrare l'animale smanettando rapidamente i controlli a destra e sinistra.
- Stagecoach Rescue: un cowboy deve riprendere il controllo di una diligenza in corsa catturata dagli indiani. La scena è mostrata di lato con scorrimento orizzontale. Prima si deve raggiungere a cavallo la diligenza, evitando i bagagli lanciati da un indiano che sta sul tetto. Il cowboy quindi si arrampica sul tetto e qui avviene un semplice picchiaduro contro l'indiano, con mosse di pugno alto, pugno basso e parata.

## Colonna sonora
Le musiche di accompagnamento, in parte variabili a seconda della piattaforma, sono distinte per ogni evento e comprendono brani tradizionali a tema come The Star-Spangled Banner, The Yellow Rose of Texas, Yankee Doodle, nonché l'Ouverture del Guglielmo Tell.

## Accoglienza
La stampa europea dell'epoca fece notare spesso come questo genere di giochi multievento, anche nello specifico stile da circo di Buffalo Bill's Wild West Show, fosse già stato molto sfruttato. Comunque la realizzazione di Buffalo Bill di solito appariva buona e la maggior parte delle riviste europee diede giudizi positivi, almeno nelle più comuni versioni per Atari ST, Amiga, Amstrad CPC, Commodore 64 e ZX Spectrum. Ci furono diverse valutazioni complessive equivalenti a 80% o più, ma anche qualcuna un po' sotto la sufficienza.
Le versioni BBC Micro ed Electron furono di solito apprezzate dalla stampa britannica.